# Король Семен Федорович
Семен Федорович Король (15.09.1915 —?) — комбайнер МТС імені Кірова Відрадненського району Краснодарського краю. Герой Соціалістичної Праці (27.02.1951) .

## Біографія
Народився 15 вересня 1915 року в селі Котівка Вовчанського повіту Харківської губернії, нині Вовчанський району Харківської області в сім'ї селянина. Українець .
У 1937 році був призваний до Червоної армії для проходження військової служби, брав участь у бойових діях у Монголії на річці Халхін-Гол проти японців .
Учасник Великої Вітчизняної війни . Служив червонофлотцем у 29 АБ ВПС ЧФ, зник безвісти з 11-15 серпня 1941 . З березня 1944 — молодший сержант командир відділення 278-го Ревдинського стрілецького полку 175-ї стрілецької дивізії, був двічі поранений .
Після демобілізації С. Ф. Король жив на Кубані в селі Благодарному Відрадненського району (Краснодарський край). Після закінчення курсів механізаторів працював комбайнером у місцевій машинно-тракторній станції (МТС) імені Кірова. Під час жнив 1950 року він намолотив комбайном «Сталінець-6» з прибраної площі за 25 робочих днів 8321,7 центнера зернових культур .
Указом Президії Верховної Ради СРСР від 27 лютого 1951 року за досягнення високих показників на збиранні та обмолоті зернових та олійних культур у 1950 році Королю Семену Федоровичу присвоєно звання Героя Соціалістичної Праці з врученням ордена Леніна та золота
У наступні роки С. Ф. Король продовжував демонструвати високі показники при збиранні врожаю, а після реорганізації МТС з 1958 працював комбайнером у місцевому колгоспі «Червоний прапор».
Відомостей про подальшу долю немає.

## Нагороди
- Золота медаль «Серп та Молот» № 5813 (27.02.1951);
- Орден Леніна № 144526 (27.02.1951)
- Орден Вітчизняної війни 1-го ступеня (11.03.1985)[3][4]
- Орден Трудового Червоного Прапора (13.06.1952)
- Орден Слави ІІІ ступеня (16.03.1945)[5]
- Медаль "За перемогу над Німеччиною у Великій Вітчизняній війні 1941—1945 гг. "
- Медаль «На ознаменування 100-річчя від дня народження Володимира Ілліча Леніна» (6 квітня 1970)
- Медаль «За трудову доблесть» (02.06.1950)

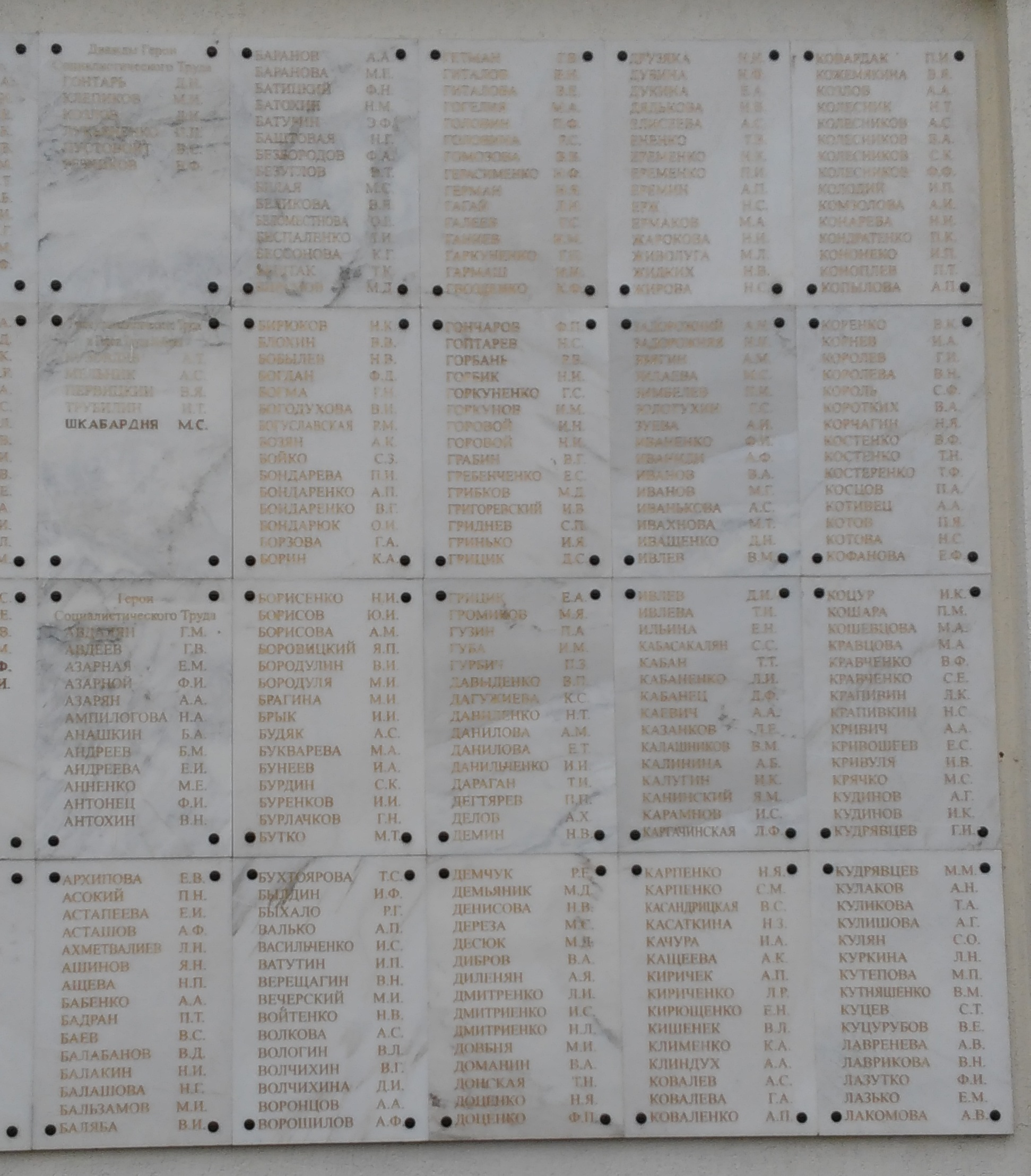